# Likörtillverkningsplatser i Kina
Likörtillverkningsplatser i Kina är sedan 28 mars 2008 ett av Folkrepubliken Kinas tentativa världsarv.. Följande platser ingår i detta:
1. Liulings verkstad, Xushui härad, Hebei-provinsen.
2. Lidus  verkstad, Jinxian härad, Jiangxi-provinsen.
3. Shuijingjies verkstad, Chengdu, Sichuan-provinsen.
4. Källarkluster för Luzhou Laojiao Daqus likör, Luzhou, Sichuan-provinsen.
5. Tianyis verkstad för Jiannanchualkohol, Mianzhu, Sichuan-provinsen.